# Hybotidae
Hybotidae (лат.) — небольшое семейство насекомых из надсемейства Empidoidea.

## Описание
Темноокрашенные мелкие мухи (1—3 мм). Хоботок хорошо развит. Глаза у самок и самцов сильно сближены или соприкасаются. Первые два сегмента усиков слиты или слабо отделённые. Крылья всегда с простой радиальной жилкой R4+5. Костальная жилка обычно доходит до медиальной жилки M1 или M1+2, но иногда может также заканчиваться около R4+5/R5. Последние сегменты брюшка самцов повёрнуты на 45—90°

## Биология
Имаго и личинки хищники. Мухи встречаются переувлажнённых слабоосвещённых местообитаниях. Добычу ловят в воздухе, иногда посещают цветки растений. У рода Ocydromia отмечено живорождение. Самки этого рода откладывают личинок в полете на различные гниющие субстраты, в том числе на гнилую древесину, и экскременты. У некоторых представителей рода Platypalpus самцы не описаны, что может свидетельствовать о партеногенетическом развитии.

## Классификация
Ранее семейство включали в состав семейства толкунчики. В строении гениталий и крыльев имеют некоторые черты сходства с мухами-зеленушками. В мировой фауне около 2000 видов из 75 родов. В России отмечено около 150 видов. Семейство включает шесть подсемейств.
- Bicellariinae Sinclair & Cumming, 2006
- Hybotinae Meigen, 1920
- Oedaleinae Chvála, 198
- Ocydromiinae Schiner, 1862
- Trichininae Chvála, 1983
- Tachydromiinae Meigen, 1822

## Распространение
Встречаются всесветно.

## Палеонтология
Ископаемые представители известны с раннего мела.  Найдены также в бирманском янтаре.